# Iscah
Iscah (en hebreo: יִסְכָּה‎ yiska; en griego: Ἰεσχά) es hija de Harán y sobrina de Abraham en el Libro del Génesis. El pasaje en el que se menciona a Iscah es extremadamente breve. Como resultado, los eruditos rabínicos han desarrollado teorías para explicarlo, generalmente adoptando la afirmación de que Iscah era un nombre alternativo para Sarah (Saray), la esposa de Abraham, particularmente porque denotaba su papel como profetisa.
El Talmud de Babilonia conecta el nombre Iscah con una raíz verbal aramea, que significa "ver"!. A su vez, relaciona el nombre con la previsión profética. Los eruditos modernos no están convencidos de la explicación del Talmud, y la etimología de Iscah actualmente se considera incierta.
También se cree que "Iscah" es la fuente del nombre "Jessica", a través de un personaje de la obra de William Shakespeare El mercader de Venecia.

## Texto bíblico
La única referencia a Iscah se encuentra en un breve pasaje del Libro del Génesis:
Y tomaron Abram y Nacor para sí mujeres; el nombre de la mujer de Abram era Sarai, y el nombre de la mujer de Nacor, Milca, hija de Harán, padre de Milca y de Isca. Genesis 11:29

## Interpretación rabínica
Dado que se describe a Haran como el padre tanto de Iscah como de Milcah, los eruditos rabínicos concluyeron que Iscah era otro nombre o título para Sarai. Esto fue formulado en el Targum Pseudo-Yonathan. Howard Schwartz explica:
El rabino Isaac comentó: "Iscah era Sara, ¿y por qué se llamaba Iscah? Porque ella previó el futuro por inspiración divina". Schwarz describe a Iscah como una "extensión de la personalidad de Sarah más allá de sus límites normales".

## Interpretaciones modernas
La historiadora Savina J. Teubal opina que el nombre de Iscah probablemente se incluyó en el texto de Génesis porque Iscah representaba una genealogía importante.

## Jéssica
El nombre "Jessica" proviene de un personaje de la obra de Shakespeare El mercader de Venecia, la hija de Shylock. Iscah supuestamente se tradujo como "Jeska" en algunas Biblias en inglés disponibles en la época de Shakespeare, aunque la Biblia de Tyndale tiene "Iisca" al igual que la Biblia de Coverdale, la Biblia de Ginebra tiene "Iscah", y la Biblia Wycliffe anterior tiene "Jescha". La Biblia de Mateo (1537) tiene "Iesca".